# الحوارة
الحوارة منطقة عراقية في ناحية الشبكة في قضاء النجف بمحافظة النجف بصحراء الحجرة بالبادية العراقية بجنوب العراق، فيها بئر كانت مندرسة ثم جُددت وهي غزيرة عذبة، عمقها 75 متراً، يتجّه طريق سهل من واقصة إلى الشيحة والحوارة فإذا جاوزها المسافر جنوباً خلال طريق الحج يرِدُ مَورِدَ الصفاوي ثم عدهان وعيدها. وكانت بئر الحوارة عائدة لتصرّف عشيرة الدهامشة بحسب توزيع وزارة الداخلية العراقية.
| الموقع  | البعد كيلومتراً |
| الشبجة  | 52 شمالاً       |
| الشيحة  | 4              |
| الصفاوي | 10             |